# Protracheoniscus ubliensis
Protracheoniscus ubliensis är en kräftdjursart som beskrevs av Karl Wilhelm Verhoeff 1928. Protracheoniscus ubliensis ingår i släktet Protracheoniscus och familjen Trachelipodidae.

## Underarter
Arten delas in i följande underarter:
- P. u. ubliensis
- P. u. gospicensis